# Vicente Vignau
Vicente Vignau y Ballester (Valencia, 7 de junio de 1834-Madrid, 30 de octubre de 1919) fue historiador, filólogo, lingüista y médico español.

## Biografía
Estudió latín y humanidades en el colegio valenciano de Santo Tomás de Villanueva, donde pronto destacó por su superdotada capacidad para el estudio y el trabajo (llegará a sacarse seis carreras, doctorándose en teología, derechos administrativo, civil y canónico y en medicina, licenciándose además en filosofía y letras y paleografía y diplomática).
En Valencia siguió la carrera de Teología en el Seminario Conciliar y se doctoró en 1855. Rotas las relaciones con la Santa Sede, no pudo ordenarse y decidió cambiar de rumbo y en 1857 se trasladó a Madrid para cursar derecho en la Universidad Central doctorándose entre 1859 y 1860 en tres derechos: administrativo, civil y canónico, simultaneándolos con sus estudios en la Escuela Superior de Diplomática (1857-1859), de la que obtuvo el título de archivero-paleógrafo. Entonces abrió bufete de abogado y trabajó en él cuatro años. En 1860 empezó a servir en el Cuerpo Facultativo de Archiveros, Bibliotecarios y Arqueólogos, en 1861 recibió el título de bachiller en Letras por la Universidad de Valencia y en 1862 pasó a trabajar ya como fijo (desde 1860 estaba allí como interino) en la Biblioteca y Archivo de la Real Academia de la Historia, a la cual perteneció como numerario desde 1898, dentro de las comisiones de Arqueología y de Cortes y Fueros.
Aprovechó para licenciarse y doctorarse en Medicina (1869-1872), también en Madrid, siempre con máximas notas, carrera que también ejerció breve tiempo, de manera que en 1880 fue nombrado catedrático del Instituto y Hospital homeopático de San José de Madrid. En 1881 publicó una Gramática del dialecto lemosín y desde ese año desempeñó en la Escuela de Diplomática la cátedra de gramática histórico-comparada de las lenguas neo-latinas, pasando a la Universidad Central en 1900 cuando se suprimió la referida escuela. Allí siguió explicando hasta su jubilación en 1904 la gramática de las lenguas románicas. 
Fue secretario general del Cuerpo de Archiveros entre otros cargos y director del Archivo Histórico Nacional entre 1896 y 1908 sustituyendo a Francisco González Vera, dejando un muy buen recuerdo de su mandato. Transcribió y publicó el Cartulario de Eslonza y el Índice de documentos del monasterio de Sahagún, este último completado con un útil Glosario y un Diccionario geográfico con plano de las posesiones del monasterio. Publicó además muy numerosos artículos principalmente en revistas de sus especialidades, por ejemplo noventa en la Revista de Archivos, Bibliotecas y Museos y otros muchos en el Museo Español de Antigüedades y en el Boletín de la Real Academia de la Historia, exhumando importantes e interesantes documentos de unos archivos que tan bien conocía. En 1912, por fallecimiento de Bienvenido Oliver, se encargó de proseguir hasta su muerte la publicación de las Cortes de los antiguos reinos de Aragón y Valencia.

## Algunas obras

### Ediciones
- Cartulario del Monasterio de Eslonza (1885)

### Trabajos históricos y biobibliográficos
- Índice de Los Documentos del Monasterio de Sahagun: de La Orden de San Benito, y Glosario y Diccionario Geográfico de Voces Sacadas de Los Mismos
- El Archivo Histórico Nacional. Discursos (1898)
- Discursos leídos ante la Real Academia de la Historia. Sobre las fuentes de la historia de España, Madrid: Tip. Tello, 1898.
- Necesidad de reunir en archivo de España de todos los elementos de nuestra historia nacional (discurso 19 junio 1898 en Real Academia de la Historia) Madrid, Imp. Tello,.
- Con Bienvenido Oliver, Cortes de los antiguos reinos de Aragón y Principado de Cataluña, Madrid, 1896-1917.
- Catálogo de las causas contra la fe seguidas ante el tribunal de santo oficio de la Inquisición de Toledo, y de las informaciones genealógicas de los... oficios del mismo..., 1903.
- Índice de pruebas de los caballeros de la real y distinguida Orden española de Carlos III desde su institución hasta el año 1847, 3 vols.
- Índice de pruebas de los caballeros que han vestido el hábito de Calatrava

### Trabajos sobre medicina
- Patogenesias abreviadas e indicaciones principales de los medicamentos policrestos, 1888.
- Algunas reflexiones sobre las reformas que reclaman la enseñanza y el ejercicio de la terapéutica (discurso de apertura del curso 1902-3 de la Universidad de Zaragoza), Zaragoza, Impr. Ariño, 1902.

### Trabajos filológicos
- Con el nombre Pedro Vignau y Ballester [sic], La lengua de los trovadores: Estudios elementales sobre el lomosin-provenzal, seguidos de una traducción de las "Rasos de trobar" y del "Donatz proensals", Madrid: Impr. á gargo [sic] de J. Muñoz, 1865.
- Programa de gramática comparada de las lenguas neolatinas..., 1876
- Programa y apuntes de la asignatura de gramática histórico-comparada de las lenguas neo-latinas, Madrid: Enrique Rubiños, 1889.
- Glosario y diccionario geográfíco de voces sacadas de los documentos del Monasterio de Sahagún, 1874.